# Eremomela usticollis
Eremomela usticollis là một loài chim trong họ Cisticolidae.